# Concorrenza (economia)
La concorrenza, in economia, è quella condizione nella quale più imprese competono, con pari diritti legali, sul medesimo mercato.
Nella teorizzazione economica, la concorrenza viene intesa come l'incontro ideale tra domanda e offerta, producendo i medesimi beni o servizi (offerta) che soddisfano una pluralità di acquirenti (domanda); in situazione di concorrenza, nessuno degli operatori è in grado di influenzare l'andamento delle contrattazioni con le proprie decisioni.
Sono previste delle tutele anche a livello internazionale: ad esempio, sono vietate le intese restrittive della concorrenza sulla base dell'art. 81 n. 1 del trattato istitutivo della CEE (oggi art. 101 del TFUE).

## Origine ed evoluzione del concetto
Il concetto di concorrenza venne elaborato dai critici del mercantilismo a partire dalla seconda metà del XVIII secolo, quale naturale risultato delle libertà fondamentali dell'individuo, in contrapposizione all'economia dirigista nella quale lo Stato determina cosa e quanto produrre.
Diversi esponenti dell'economia classica ritenevano che il mercato in sé sia in grado di regolarsi autonomamente; in proposito Adam Smith scriveva:
(Adam Smith, La ricchezza delle nazioni)
La concorrenza, quindi, sarebbe in grado di regolare da sola i meccanismi dell'economia; inoltre, il singolo, perseguendo il proprio interesse individuale, farebbe altresì il bene della collettività, secondo una nota massima di Jeremy Bentham: "Generalmente non vi è nessuno che conosce i vostri interessi meglio di voi stessi, e nessuno che sia disposto con altrettanto ardore e costanza a perseguirli".
Le tesi suesposte, in rapporto alla formazione del prezzo, possono essere così riassunte:
- nella concorrenza perfetta ogni prezzo di mercato è uguale al costo (marginale)
- ogni impresa, sotto lo stimolo della concorrenza, cerca di ridurre i costi al minimo, ottimizzando i fattori della produzione
- i consumatori, con la loro domanda, orientano la produzione nel senso più vantaggioso alla massima soddisfazione del consumo

Secondo gli economisti della scuola neoclassica questi tre sarebbero i vantaggi principali apportati dalla concorrenza all'economia.
In sintesi essi possono essere esemplificati in due finalità principali: l'incremento al massimo del rapporto qualità/prezzo dei beni e dei servizi (attraverso l'ottimizzazione dei fattori della produzione) e l'eliminazione (attraverso la competizione) di quei concorrenti che non riescono a conseguire il primo obiettivo.
Sempre secondo la teoria neoclassica, la concorrenza elimina i redditi non guadagnati, assicurando così un importante fattore di giustizia sociale.
Le teorie suesposte sono state oggetto di accesa critica e confutazione già verso la fine dell'Ottocento, allorché si è evidenziato che la teoria della concorrenza pura sarebbe valida esclusivamente in situazioni statiche e non potrebbe, pertanto, trovare una reale applicazione nell'analisi delle economie reali, per definizione dinamiche.
Le critiche più approfondite sono state elaborate soprattutto da Joseph Schumpeter e John Maynard Keynes.
Essi misero in dubbio che fosse in realtà realizzabile una concorrenza perfetta, giungendo invece a sostenere che tale ideale era irrealizzabile e puramente utopico.
L'interpretazione marxiana della concorrenza è radicalmente diversa. Secondo questa teoria la concorrenza perfetta riguarda solo i rapporti di forza tra i capitalisti e non elimina lo sfruttamento ai danni dei lavoratori.
Il Trattato sull'Unione Europea lasciava "del tutto impregiudicato il regime di proprietà esistente negli Stati membri" (art. 295). Le privatizzazioni, inizialmente non imposte obbligatoriamente dal trattato, furono incentivate dal divieto di aiuti di Stato alle imprese pubbliche, dal Patto di stabilità ("Gli Stati membri devono evitare disavanzi pubblici eccessivi", art. 126 TFUE), dalle direttive che attuarono il principio di separazione fra regolazione e gestione (es. nel trasporto ferroviario), normativa anch'essa contraria allo Stato-imprenditore. Infine, il principio della concorrenza estese il divieto di monopolio anche al settore pubblico, stabilendo che i settori pubblici dovessero essere liberalizzati prima della privatizzazione, al fine di evitare il passaggio da un monopolio pubblico a uno privato che avrebbe richiesto ulteriori interventi di regolazione a tutela dell'interesse economico generale.

## Requisiti essenziali
Affinché si possa parlare di concorrenza, si devono verificare i seguenti requisiti:
1. Numerosità degli operatori, sia per quanto riguarda i venditori che per quanto riguarda gli acquirenti.
2. Libertà di ingresso e assenza di barriere. Se manca questo requisito, si parla di concorrenza imperfetta.
3. Omogeneità del prodotto. Se manca questo requisito, si parla di concorrenza monopolistica.
4. Perfetta informazione e trasparenza del mercato.
5. Simultaneità delle contrattazioni, in seguito a una fase di trattative che permetta a tutti gli operatori di ottenere l'informazione necessaria.

È evidente che si tratta di condizioni difficilmente riscontrabili nella realtà, dunque puramente ideali.

## Realizzazione
Nella concorrenza perfetta ogni operatore considera il prezzo come un dato non modificabile. Il mercato raggiunge una posizione di equilibrio quando le transazioni avvengono al prezzo che rende uguali le quantità domandate e offerte, ossia il prezzo di equilibrio.
Le caratteristiche del prezzo di equilibrio sono:
1. Unicità: tutte le unità del prodotto sono vendute allo stesso prezzo.
2. Esistenza: il prezzo di equilibrio deve essere anche significativo dal punto di vista economico; un prezzo tale per cui i costi non verrebbero coperti dai ricavi significa che la merce non verrà neanche prodotta.
3. Stabilità: se raggiunto spontaneamente attraverso le contrattazioni, il prezzo è stabile; al contrario, il prezzo è instabile quando i produttori non riescono a regolare rapidamente l'offerta, così che il prezzo è destinato a oscillare per sempre.

Si considera compiutamente realizzata in un sistema economico allorché la domanda e l'offerta sono particolarmente elastiche, sicché il prezzo dei beni o servizi tende ad avvicinarsi al costo marginale.

## Tipi e forme di concorrenza
In verità esistono diverse tipologie, o gradi, di concorrenza. Una particolare forma è la concorrenza perfetta: con essa si intende una condizione ideale del mercato, nella quale la competizione tra le imprese induce una discesa del prezzo d'acquisto che equivale al costo marginale.
In un modello di concorrenza perfetta si verifica che: P=Cma (dove P=prezzo e Cma=costo marginale).
Esso tuttavia è stato profondo oggetto di dibattito e al giorno d'oggi viene considerato puramente utopico, mentre appare concretamente realizzabile una concorrenza imperfetta (cosiddetta "reasonable competition"), nella quale cioè il prezzo si abbassa verso il costo marginale, senza peraltro essere ad esso equivalente.

## La disciplina della concorrenza nel diritto italiano[4]
Alla disciplina della concorrenza sono soggetti tutti gli imprenditori, anche se piccoli o agricoli.
Il legislatore italiano fissa alcuni principi guida, partendo dal presupposto della libertà di concorrenza (art. 41 Cost.):
1. consente limitazioni legali della concorrenza per fini di utilità sociale (art. 4, 3o comma, Cost.) e la creazione di monopoli legali in settori specifici (art. 43 Cost.);
2. consente limitazioni negoziali della concorrenza, purché non comportino la completa rinuncia alla libertà di iniziativa economica presente e futura (art. 2596);
3. assicura l'ordinato e corretto svolgimento della concorrenza nel sistema economico attraverso la repressione degli atti di concorrenza sleale.

Da questi punti manca una normativa antimonopolistica, che è stata colmata parzialmente dalla disciplina antitrust della CEE (limitatamente al mercato comune) e più a fondo dalla legge 10-10-1990, n. 287.
L'art. 117 della Costituzione attribuisce allo Stato la competenza esclusiva in materia di concorrenza. Fu introdotto con legge cost. 18 ottobre 2001, n. 3 per recepire l'art. 86 del Trattato Ce, che vieta agli Stati membri di adottare o di mantenere regolazioni contrarie alla libera concorrenza a favore delle imprese pubbliche o privilegiate da diritti speciali o esclusivi.

### La legislazione antimonopolistica. La disciplina italiana e comunitaria
Il principio cardine della legislazione antimonopolistica dell'Unione europea è che la libertà di iniziativa economica e la competizione tra imprese non possono tradursi in atti e comportamenti che pregiudicano significativamente e a lungo lo svolgimento della concorrenza nel mercato. Ad ogni modo, tale legislazione riguarda solamente il mercato comunitario.
La legislazione nazionale ha recepito tale principio fondamentale nella legge 10-10-1990, n. 287. A questa si sono aggiunte norme specifiche a garantire il pluralismo dell'informazione di massa, relative all'editoria e al settore radiotelevisivo.
La legge 287/1990 ha istituito un apposito organo pubblico indipendente: l'Autorità garante della concorrenza e del mercato. Questa vigila sul rispetto della normativa antitrust e commina le sanzioni necessarie.
La disciplina italiana ha carattere residuale, applicandosi solo al mercato esclusivamente locale, poiché sono le norme dell'Unione che regolano il mercato comunitario.

### Le singole fattispecie
I tre fenomeni rilevanti per la disciplina antimonopolistica nazionale sono:
1. le intese restrittive della concorrenza;
2. l'abuso di posizione dominante;
3. le concentrazioni.

Le intese sono accordi tra imprese tali da limitare la propria libertà di azione sul mercato. Le intese anticoncorrenziali non sono sempre vietate: sono vietate solo quelle intese che "abbiano per oggetto o per effetto di impedire, restringere o falsare in maniera consistente il gioco della concorrenza" all'interno del mercato o in una sua parte rilevante (artt. 2 legge 287/1990 e 81 Trattato Ce). Le intese vietate sono nulle; chiunque può agire in giudizio per farne accertare la nullità. L'autorità adotta i provvedimenti per la rimozione degli effetti anticoncorrenziali già prodotti e commina le relative sanzioni pecuniarie.
Anche l'acquisizione di una posizione dominante non è vietata in sé (salvo per i mezzi di comunicazione di massa); ne è vietato l'abuso, ossia lo sfruttamento di tale posizione per pregiudicare la concorrenza effettiva. In particolare è vietato: imporre prezzi o altre condizioni contrattuali ingiustificatamente gravosi; impedire o limitare la produzione o gli accessi al mercato; applicare condizioni oggettivamente diverse per prestazioni equivalenti.
Accertato l'abuso di posizione dominante, l'Autorità competente ne ordina la cessazione e infligge sanzioni pecuniarie. In caso di reiterata inottemperanza, può disporre la sospensione dell'attività di impresa fino a 30 giorni.
Nell'ordinamento nazionale è anche vietato l'abuso dello stato di dipendenza economica di un'impresa cliente o fornitrice anche rispetto a un'impresa non dominante.
Il patto attraverso cui si realizza l'abuso di dipendenza economica è nullo e espone al risarcimento dei danni. Inoltre, l'Autorità garante può applicare le sanzioni previste per l'abuso di posizione dominante qualora l'abuso di dipendenza economica vada a inficiare la concorrenza.
Anche le concentrazioni non sono vietate di per sé. Si ha concentrazione quando due o più imprese si fondono giuridicamente, diventano un'unica entità economica o costituiscono un'impresa societaria comune.
Le concentrazioni sono illecite solo quando danno luogo a gravi alterazioni del regime concorrenziale del mercato, ovvero sono illecite quelle di maggior dimensione. Pertanto, le operazioni di concentrazione che superano determinate soglie di fatturato devono essere comunicate all'Autorità competente, che può vietarle o prescrivere misure correttive ogniqualvolta avrebbero effetti distorsivi per la concorrenza rilevanti e durevoli.
Se l'operazione di concentrazione viene ugualmente eseguita, l'Autorità può infliggere sanzioni fino al 10% del fatturato.

### Le limitazioni della concorrenza. Limitazioni pubblicistiche e monopoli legali
La libertà di iniziativa economica privata è disposta nell'interesse generale e non può svolgersi in suo contrasto (art. 41, 2o comma Cost.). L'interesse generale può legittimare anche la totale sospensione della libertà di concorrenza attraverso la costituzione di monopoli pubblici (art. 43 Cost.).
I monopoli pubblici possono essere anche istituiti al solo scopo di procurare entrate allo Stato (monopoli fiscali).
La produzione di beni o servizi in monopolio legale può avvenire sia direttamente dallo Stato o da altro ente pubblico, sia da un imprenditore privato su concessione della pubblica amministrazione.
Chi opera in regime di monopolio legale è obbligato – in deroga alla normale libertà di contrattare – a contrattare con chiunque richieda le prestazioni e a soddisfare le richieste compatibili con i mezzi ordinari dell'impresa; a rispettare la parità di trattamento.

### Limitazioni convenzionali della concorrenza
La libertà di iniziativa economica è parzialmente disponibile (art. 2596). Il patto che limita la concorrenza deve essere provato per iscritto; non può precludere ogni attività professionale al soggetto e deve essere circoscritto a un determinato ambito territoriale o a un determinato tipo di attività; non può essere valido per più di 5 anni. È importante notare che la norma è disposta a esclusiva tutela dei contraenti, non dell'interesse generale alla concorrenza.

### La concorrenza sleale. Libertà di concorrenza e disciplina della concorrenza sleale
La competizione gode di ampia libertà di azione e può essere anche aggressiva: il danno che un imprenditore subisce a causa della sottrazione della clientela all'interno del normale gioco concorrenziale non è certamente danno ingiusto e risarcibile.
Tuttavia, è interesse generale che la competizione si svolga in modo corretto e leale. Pertanto la disciplina della concorrenza di cui agli artt. 2598-2601 pone delle regole in proposito.
Nello svolgimento della competizione è vietato servirsi di mezzi e tecniche non conformi ai principi della correttezza professionale (art. 2598), tipicamente atti di confusione, di denigrazione e di vanteria. Tali atti sono atti di concorrenza sleale e sono repressi e sanzionati anche se compiuti senza dolo o colpa e senza che abbiano arrecato un effettivo danno ai concorrenti: è sufficiente il danno potenziale. Contro questi atti scattano le sanzioni dell'inibitoria alla continuazione degli atti e dell'obbligo di rimozione degli effetti prodotti. In presenza di dolo o colpa e di un danno patrimoniale attuale, si ha diritto al risarcimento da parte del danneggiato. Sono legittimati ad agire contro gli atti di concorrenza sleale solo gli imprenditori concorrenti e le loro associazioni di categoria.
È tutelato anche l'interesse dei consumatori a che non vengano falsati gli elementi di valutazione del pubblico, ma non direttamente dalla disciplina della concorrenza sleale. Sono infatti legittimati ad agire solo gli imprenditori concorrenti e le loro associazioni di categoria.
La tutela dei consumatori avviene, per i casi più gravi, attraverso la repressione penale delle frodi in commercio. Inoltre, l'autonomia privata ha portato alla volontaria adesione da parte delle imprese a un Codice di autodisciplina pubblicitaria, su cui vigila il Giurì di autodisciplina.
Il legislatore ha in seguito posto una disciplina della pubblicità ingannevole e comparativa e una disciplina contro tutte le pratiche commerciali scorrette nei confronti dei consumatori. Il controllo è affidato all'Autorità garante della concorrenza e del mercato. Ogni interessato può richiedere l'intervento dell'Autorità, che può procedere anche di ufficio.

### Gli atti di concorrenza sleale (art. 2598)
È atto di concorrenza sleale ogni atto idoneo a creare confusione con i prodotti o con l'attività di un concorrente. Sono espressamente indicati l'uso di nomi o segni distintivi idonei a produrre confusione con quelli già adottati da altri e l'imitazione servile dei prodotti di un concorrente, ovvero la sistematica riproduzione delle forme esteriori dei prodotti altrui.
Sono atti di concorrenza sleale gli atti di denigrazione e l'appropriazione di pregi di prodotti altrui. Un esempio è la pubblicità iperbolica o superlativa, volta a far passare l'idea che il proprio prodotto sia il solo a possedere qualità o pregi non oggettivi, implicitamente negati agli altri.
La pubblicità comparativa non è sempre atto di concorrenza sleale: lo è quando identifica anche implicitamente un concorrente. La pubblicità comparativa è lecita se è fondata su dati verificabili, non ingenera confusione e non comporta discredito o confusione.
La terza categoria, residuale, degli atti di concorrenza sleale comprende "ogni altro mezzo non conforme ai principi della correttezza professionale e idoneo a danneggiare l'altrui azienda". Tra questi, la pubblicità menzognera, la concorrenza parassitaria (sistematica imitazione delle iniziative del concorrente), il dumping, la sottrazione di dipendenti particolarmente qualificati attuata con mezzi scorretti.